# Alexandre Donnot
Alexandre Donnot est un homme politique français né le 15 octobre 1827 à Orquevaux (Haute-Marne) et mort le 23 octobre 1904 à Neuilly-sur-Seine.

## Biographie
Banquier à Chaumont, il est maire de cette ville de 1873 à 1880, conseiller général du canton de Saint-Blin en 1877, et président du tribunal de commerce. Il est sénateur de la Haute-Marne de 1882 à 1886, date à laquelle il donne sa démission. Il siège sur les bancs de la gauche modérée.